# 高知県指定文化財一覧
高知県指定文化財一覧（こうちけんしていぶんかざいいちらん）は、高知県指定の文化財や史跡等を一覧形式でまとめたものである。全てを掲載しているわけではない。

## 有形文化財

### 建造物
- 大川上美良布神社社殿〔香美市香北町美良布〕 1953年1月16日指定
- 観音正寺観音堂〔高知市春野町芳原〕 1953年1月16日指定
- 高知座神社本殿〔宿毛市平田町〕 1955年2月15日指定
- 神峯神社本殿〔安田町唐浜〕 1955年8月19日指定
- 開成門〔高知市城北町〕 1957年10月22日指定
- 竹林寺客殿〔高知市五台山〕 1962年9月14日指定
- 岡御殿〔田野町東町〕 1985年4月2日指定
- 琴平神社〔土佐市高岡町〕 1996年4月30日指定
- 国分寺本堂の厨子・須弥壇〔南国市国分〕 1997年5月6日指定
- 旧岡家住宅（西の岡）〔田野町西の岡〕 1997年5月6日指定
- 旧致道館表門及び附番所東西築地塀〔高知市丸ノ内〕 2008年3月31日指定

### 絵画
- 紙本著色高野大師行状図画〔土佐清水市足摺岬〕 1969年8月8日指定 ※金剛福寺
- 要法寺の画像〔高知市筆山町〕 1994年5月20日指定 ※要法寺
- 真静寺三十番神板絵〔四万十市有岡〕 1997年5月6日指定 ※真静寺
- 絹本著色両界曼陀羅〔南国市国分〕 1997年5月6日指定 ※国分寺
- 金剛頂寺の仏画〔室戸市元〕 2005年4月1日指定 ※金剛頂寺
- 赤岡町の土佐芝居絵屏風〔香南市赤岡町〕 2009年3月17日指定

### 彫刻
- 木造金剛力士立像〔土佐市谷地〕 1955年2月15日指定
- 木造地蔵菩薩坐像〔香南市香我美町〕 1957年1月18日指定 ※金水寺
- 木造不動明王坐像〔高知市長浜〕 1963年7月5日指定
- 木造薬師如来坐像〔高知市円行寺〕 1963年7月5日指定 ※日吉神社
- 木造阿弥陀如来坐像〔土佐市高岡町〕 1963年7月5日指定 ※高善寺
- 木造地蔵菩薩立像〔大豊町粟生〕 1963年7月5日指定 ※定福寺
- 木造阿弥陀如来坐像〔大豊町粟生〕 1963年7月5日指定 ※定福寺
- 木造薬師如来坐像〔大豊町粟生〕 1963年7月5日指定 ※定福寺
- 木造地蔵菩薩半跏像〔大豊町粟生〕 1963年7月5日指定 ※定福寺
- 木造愛染明王坐像〔土佐清水市足摺岬〕 1969年8月8日指定 ※金剛福寺
- 木造薬師如来坐像 附木造如来形坐像〔馬路村馬路〕 1969年8月8日指定 ※金林寺
- 木造地蔵菩薩像（千体地蔵）〔香美市香北町〕 1969年8月8日指定 ※高照寺
- 木造十一面観音立像〔土佐町田井〕 1969年8月8日指定 ※中島観音堂
- 木造地蔵菩薩立像〔四万十町田野々〕 1969年8月8日指定 ※熊野神社
- 木造如来形立像〔四万十町田野々〕 1969年8月8日指定 ※熊野神社
- 木造南仏上人坐像〔四万十市中村〕 1972年5月6日指定 ※四万十市立郷土資料館
- 木造阿弥陀如来坐像〔宿毛市須々木〕 1972年5月6日指定 ※円覚寺
- 木造阿弥陀如来坐像〔高知市朝倉〕 1975年6月13日指定 ※高蓮寺
- 木造十一面観音立像〔北川村島〕 1975年6月13日指定 ※成願寺
- 木造地蔵菩薩立像〔北川村和田〕 1975年6月13日指定 ※妙楽寺
- 木造薬師如来坐像〔北川村和田〕 1975年6月13日指定 ※妙楽寺
- 木造薬師如来坐像〔香南市夜須町〕 1996年4月30日指定 ※真行寺
- 木造阿弥陀如来及び両脇侍立像〔土佐清水市元町〕 1996年4月30日指定 ※蓮光寺
- 木造日光菩薩立像・木造月光菩薩立像〔大豊町寺内〕 1998年4月28日指定 ※豊楽寺
- 木造天部立像〔安田町別所〕 1999年4月27日指定 ※北寺
- 木造千手観音立像及び両脇侍立像〔土佐清水市足摺岬〕 2000年3月28日指定 ※金剛福寺
- 木造二十八部衆立像〔土佐清水市足摺岬〕 2000年3月28日指定 ※金剛福寺
- 木造風神・雷神像〔土佐清水市足摺岬〕 2000年3月28日指定 ※金剛福寺
- 木造長宗我部元親坐像〔高知市長浜〕 2001年3月27日指定 ※秦神社
- 木造大日如来座像〔四万十市三里〕 2002年3月29日指定 ※蓮台寺
- 木造聖徳太子立像〔大豊町粟生〕 2002年3月29日指定 ※定福寺
- 木造不動明王立像〔大豊町粟生〕 2002年3月29日指定 ※定福寺
- 木造毘沙門天立像〔大豊町粟生〕 2002年3月29日指定 ※定福寺
- 木造十一面観音菩薩立像〔室戸市室戸岬町〕 2003年3月28日指定
- 名留川観音堂の古仏群〔東洋町野根〕 2003年3月28日指定 ※法喜院
- 木造阿弥陀如来坐像〔高知市大津〕 2005年4月1日指定 ※円光寺
- 木造阿弥陀如来坐像〔佐川町上郷〕 2006年4月1日指定 ※佐川町総合文化センター
- 木造薬師如来坐像〔佐川町上郷〕 2006年4月1日指定 ※佐川町総合文化センター
- 木造大日如来坐像〔須崎市上分〕 2009年3月17日指定 ※笹野大日堂
- 木造地蔵菩薩立像〔香南市香我美町〕2011年7月26日指定 ※安養寺

### 工芸品
- 刀　銘 豊永東虎左行秀年五十八歳造之〔香南市香我美町〕 1955年2月15日指定
- 銅造鏡像・懸仏〔土佐市高岡町〕1957年1月18日（告示は彫刻の部で指定） ※清瀧寺
- 短刀　銘 吉光〔高知市〕 1960年1月16日指定
- わきざし　銘 長谷部国信〔高知市〕 1960年1月16日指定
- 刀　銘 於大島山麓左行秀造之〔高知市〕 1960年1月16日指定
- 太刀　銘 備前国住長船与三左衛門尉祐定〔香美市土佐山田町〕 1960年1月16日指定
- 太刀　銘 筑州住左行秀〔香南市香我美町〕 1965年6月18日指定
- 日本刀 銘 於東武土州住左行秀造之〔香南市香我美町〕 1967年9月5日指定
- 日本刀　銘 吉平〔香美市土佐山田町〕 1967年9月5日指定
- 刀　銘 嘉永五年二月日左行秀（花押）〔香南市夜須町〕 1969年8月8日指定
- 金剛大鍬形〔宿毛市中央〕 1978年1月31日指定 ※宿毛市立宿毛歴史館
- 葛原神社の御正体類〔日高村下分〕 1978年1月31日指定 ※葛原神社
- 日本刀　銘 備前國住長船与三左衛門尉祐定作〔南国市岡豊町八幡〕 1980年5月13日指定 ※高知県立歴史民俗資料館
- 石茶臼〔南国市岡豊町八幡〕 1984年3月16日指定 ※高知県立歴史民俗資料館
- 梵鐘〔高知市五台山〕 1984年3月16日指定 ※竹林寺
- 梵鐘〔高知市塩屋崎町〕 1984年3月16日指定 ※妙国寺
- 梵鐘〔南国市岡豊町八幡〕 1984年3月16日指定 ※高知県立歴史民俗資料館
- 梵鐘〔南国市十市〕 1984年3月16日指定 ※禅師峯寺
- 鰐口〔津野町姫野々〕 1984年3月16日指定 ※三嶋神社
- 梵鐘〔南国市岡豊町八幡〕 1985年4月2日指定 ※高知県立歴史民俗資料館
- 鰐口〔いの町長沢〕 1987年4月17日指定 ※いの町立本川新郷土館
- 小村神社の蓬莱鏡〔日高村下分〕 1991年3月26日指定 ※小村神社
- 懸仏の弥陀三尊と銅製狛犬〔南国市岡豊町八幡〕 1995年5月19日指定 ※高知県立歴史民俗資料館
- 三上八幡宮の鉄釣灯籠〔南国市岡豊町八幡〕 1995年5月19日指定 ※高知県立歴史民俗資料館
- 三社神社の木板彩画懸仏〔南国市岡豊町八幡〕 1996年4月30日指定 ※高知県立歴史民俗資料館
- 刀　銘 上野守久國〔南国市岡豊町八幡〕 1998年4月28日指定 ※高知県立歴史民俗資料館
- 刀　銘 國益〔安芸市土居〕 1998年4月28日指定 ※安芸市立歴史民俗資料館
- 虚空蔵菩薩坐像懸仏〔室戸市室戸岬町〕 1999年4月27日指定 ※最御崎寺
- 文殊菩薩坐像懸仏〔高知市五台山〕 1999年4月27日指定 ※竹林寺
- 永福寺の陶製位牌〔高知市井口町〕 2000年3月28日指定 ※永福寺
- 阿弥陀如来懸仏〔日高村沖名〕 2001年3月27日指定 ※八幡神社
- 大野見竹原熊野神社の熊野三山本地仏懸仏〔中土佐町大野見〕 2008年3月31日指定 ※熊野神社

### 書跡
- 日蓮聖人真筆及び真筆形木〔高知市筆山町〕 1994年5月20日指定 ※要法寺

### 典籍
- 大般若経〔安田町安田〕 1969年8月8日指定 ※安田八幡宮

### 古文書
- 森田久右衛門江戸日記〔高知市〕 1987年4月17日指定
- 真静寺文書〔四万十市有岡〕 1994年5月20日指定 ※真静寺
- 五藤家文書〔安芸市土居〕 1999年4月27日指定 ※安芸市立歴史民俗資料館

### 考古資料
- 波介出土の銅矛〔南国市岡豊町八幡〕 1978年1月31日指定 ※高知県立歴史民俗資料館
- 注口土器（窪川町仕出原出土）〔南国市岡豊町八幡〕 1984年3月16日指定 ※高知県立歴史民俗資料館
- 銅矛（南国市遅倉出土）〔南国市岡豊町八幡〕 1984年3月16日指定 ※高知県立歴史民俗資料館
- 銅矛（中村市石丸出土）〔四万十市中村〕 1984年3月16日指定 ※四万十市立郷土資料館
- 袈裟襷文銅鐸〔馬路村馬路〕 1984年3月16日指定 ※熊野神社
- 銅剣・銅戈（伊野町天神出土）〔南国市岡豊町八幡〕 1984年3月16日指定 ※高知県立歴史民俗資料館
- 銅戈〔中土佐町久礼〕 1984年3月16日指定 ※久礼八幡宮
- 銅矛〔四万十町生原〕 1984年3月16日指定 ※高加茂神社
- 高岡山古墳群出土遺物（1号墳）〔南国市岡豊町八幡〕 1994年5月20日指定 ※高知県立歴史民俗資料館
- 高岡山古墳群出土遺物（2号墳）〔宿毛市中央〕 1994年5月20日指定 ※宿毛市立宿毛歴史館
- 山川阿弥陀堂の地蔵板碑〔南国市岡豊町八幡〕 1995年5月19日指定 ※高知県立歴史民俗資料館
- 伏原大塚古墳出土埴輪〔南国市岡豊町八幡〕 1995年5月19日指定 ※香美市教育委員会（高知県立歴史民俗資料館保管）
- 賀茂神社石造層塔〔須崎市多ノ郷〕 2002年3月29日指定 ※賀茂神社
- 袈裟襷文銅鐸（2口）〔香美市香北町〕 2002年3月29日指定 ※香美市立アンパンマンミュージアム
- 久礼の四国遍路板碑 〔中土佐町久礼〕 2003年3月28日指定 ※中土佐町
- 大谷の四国遍路板碑 〔須崎市大谷字〕 2004年3月30日指定
- 居徳遺跡群出土遺物 －木胎漆器1点 鍬2点 大洞式土器片25点－〔南国市篠原〕 2004年3月30日指定 ※高知県立埋蔵文化財センター
- 居徳遺跡群出土遺物 －土偶(頭部片)1点・土偶(胴部片)1点・土製耳飾り1点－〔南国市篠原〕 2005年4月1日指定 ※高知県立埋蔵文化財センター
- 高知城伝下屋敷跡出土木製品 －墨書木製品（木簡含む）28点、齋串1点、漆器2点、羽子板3点、井戸枠1組－〔南国市篠原〕 2007年4月1日指定 ※高知県立埋蔵文化財センター

### 歴史資料
- 横倉山修験関係遺品〔越知町横倉〕 1989年3月29日指定 ※横倉宮他
- 宗安禅寺の屋頂宝珠〔高知市宗安寺〕 1991年3月26日指定 ※宗安（禅）寺
- 小村神社の仁治・貞和の棟札〔日高村下分〕 2000年3月28日指定 ※小村神社
- 長宗我部信親公忠死御供之衆鑑板〔高知市長浜〕 2001年3月27日指定 ※秦神社
- 曼荼羅本尊版木〔南国市田村乙〕 2001年3月27日指定 ※細勝寺

## 無形文化財

### 芸能
- 一絃琴〔高知市小津町〕 1969年8月8日指定 ※正曲一絃琴白鷺会

### 工芸技術
- 土佐和紙（薄様雁皮紙）〔いの町加田〕 1980年5月13日指定 ※土佐和紙技術保存会
- 土佐和紙（土佐典具帖紙） 〔いの町神谷〕 1980年5月13日指定 ※土佐和紙技術保存会
- 土佐和紙（土佐清帳紙）〔仁淀川町岩戸〕 1980年5月13日指定 ※土佐和紙技術保存会
- 土佐和紙（狩山障子紙）〔仁淀川町狩山〕 1980年5月13日指定 ※土佐和紙技術保存会
- 土佐和紙（須崎半紙）〔津野町新土居〕 1980年5月13日指定 ※土佐和紙技術保存会

## 民俗文化財

### 有形民俗文化財
- 芳奈の泊屋〔宿毛市山奈町〕 1962年1月26日指定 ※下組部落・道ノ川部落・靴抜部落
- 津野山舞台〔檮原町四万川、越知面、宮野々〕 1962年1月26日指定 ※円明寺・三嶋五社神社・宮野々部落

### 無形民俗文化財
- 秋葉祭〔仁淀川町別枝〕 1962年1月26日指定 ※秋葉神社祭礼練り保存会
- シットロト踊り〔室戸市室津〕 1963年7月5日指定 ※シットロト踊保存会
- 鳴無神社の神踊〔須崎市浦ノ内 鳴無神社〕 1963年7月5日指定 ※神踊保存会
- 棒踊〔香南市香我美町山北浅上王子宮〕 1963年7月5日指定 ※山北棒踊保存会
- 瑞応の盆踊〔佐川町瑞応〕 1963年7月5日指定 ※瑞応の盆踊り保存会
- 星神社のお弓祭り〔北川村木積 木積星神社〕 1964年6月12日指定 ※お弓祭り保存会
- 興津八幡宮の古式神事〔四万十町興津 興津八幡宮〕 1964年6月12日指定 ※興津八幡宮氏子会
- 土佐の太刀踊（椎名太刀踊）〔室戸市椎名 椎名八王子宮〕 1965年6月18日指定 ※椎名郷土文化保存会
- 土佐の太刀踊（蓮池太刀踊）〔土佐市蓮池〕 1965年6月18日指定 ※蓮池太刀踊保存会
- 土佐の太刀踊（多ノ郷の太刀踊）〔須崎市多ノ郷 賀茂神社〕 1965年6月18日指定 ※多ノ郷賀茂神社・太刀踊保存会
- 土佐の太刀踊（磯ノ川太刀踊）〔四万十市磯ノ川 磯ノ川天満宮〕 1965年6月18日指定 ※磯ノ川太刀踊保存会
- 土佐の太刀踊（大利太刀踊）〔高知市鏡大利 新宮神社〕 1965年6月18日指定 ※大利の太刀踊保存会
- 土佐の太刀踊（佐川町太刀踊）〔佐川町四ツ白 仁井田神社〕 1965年6月18日指定 ※佐川町の太刀踊り保存会
- 土佐の太刀踊（川奥ノ花取踊）〔四万十町米奥 白川神社〕 1965年6月18日指定 ※川奥部落
- 土佐の太刀踊（川又花取踊）〔仁淀川町大植 八所神社〕 1965年6月18日指定 ※八所神社
- 土佐の太刀踊（花採太刀踊）〔日高村沖名 城八幡宮〕 1965年6月18日指定 ※花採太刀踊り保存会
- 土佐の獅子踊（中川内獅子舞）〔室戸市羽根町 羽根八幡宮〕 1969年8月8日指定 ※中川内の獅子舞保存会
- 土佐の獅子舞（赤野獅子舞）〔安芸市赤野〕 1969年8月8日指定 ※赤野獅子舞保存会
- 土佐の太刀踊（大谷花取踊）〔須崎市大谷 須賀神社〕 1969年8月8日指定 ※大谷花取踊保存会
- 野見のしおばかり〔須崎市野見〕 1969年8月8日指定 ※野見潮計保存会
- 土佐の獅子舞（加領郷獅子舞）〔奈半利町加領郷 信守神社〕 1969年8月8日指定 ※加領郷獅子舞保存会
- 土佐の獅子舞（若一王子獅子舞）〔香南市香我美町徳王子 若一王子宮〕 1969年8月8日指定 ※若一王子宮
- 土佐の獅子舞（津賀之谷獅子舞）〔いの町津賀ノ谷〕 1969年8月8日指定 ※津賀谷獅子舞保存会
- 土佐の太刀踊（葉山村花取踊）〔津野町（葉山村）〕 1969年8月8日指定 ※葉山村花取踊り保存会
- 土佐の獅子舞（竜ヶ迫唐獅子踊り）〔大月町竜ヶ迫〕 1969年8月8日指定 ※大月町郷土芸能伝承保存会
- 手結のつんつく踊〔香南市夜須町手結〕 1977年3月29日指定 ※つんつく踊り保存会
- 大川の花取太刀踊〔大川村大藪〕 1978年1月31日指定 ※花取太刀踊保存会
- 手結盆踊〔香南市夜須町坪井〕 1979年4月1日指定 ※手結盆踊り保存会
- 古城の大念仏〔四万十町古城〕 1979年4月1日指定 ※山瀬・追和組中
- 地吉の大念仏〔四万十町地吉〕 1979年4月1日指定 ※地吉民俗保存会
- 室戸市佐喜浜八幡宮 古式行事〔室戸市佐喜浜町〕 1984年3月16日指定 ※佐喜浜八幡宮古式行事保存会
- ひよこち踊り〔東洋町甲浦 須賀神社〕 1989年3月29日指定 ※ひよこち踊り保存会
- 大川上美良布神社の御神幸〔香美市香北町美良布 大川上美良布神社〕 2003年3月28日指定 ※大川上美良布神社おなばれ保存会
- 市野々の神踊り〔土佐市市野々〕 2009年3月17日指定 ※市野々神踊り保存会

## 記念物

### 史跡
- 赤鬼山〔高知市朝倉〕 1950年2月7日指定 ※朝倉神社
- 朝倉古墳〔高知市朝倉〕 1950年4月21日指定 ※高知市
- 山田堰〔香美市土佐山田町〕 1952年5月31日指定 ※香美市
- 横倉山〔越知町越知〕 1952年5月31日指定 ※越知町
- 朝倉城跡〔高知市朝倉〕 1953年1月29日指定 ※高知市
- 吸江庵跡〔高知市吸江〕 1953年1月29日指定 ※吸江寺
- 長宗我部元親墓〔高知市長浜〕 1953年1月29日指定 ※高知市
- 谷時中墓〔高知市横浜〕 1953年1月29日指定 ※高知市
- 高岳親王塔〔土佐市高岡町〕 1953年1月29日指定 ※清瀧寺
- 佐喜浜の経塚〔室戸市佐喜浜町〕 1953年1月29日指定 ※室戸市
- 安芸国虎墓〔安芸市西浜〕 1953年1月29日指定 ※浄貞寺
- 小蓮古墳〔南国市岡豊町〕 1953年1月29日指定 ※南国市
- 一条教房墓〔四万十市中村小姓町〕 1953年1月29日指定 ※四万十市
- 二十三士墓〔田野町芝〕 1953年1月29日指定 ※福田寺
- 津野親忠墓〔香美市土佐山田町神通寺〕 1953年1月29日指定 ※津野神社
- 紀夏井邸跡〔香南市野市町〕 1953年1月29日指定 ※香南市
- 帰全山〔本山町本山〕 1953年1月29日指定 ※本山町
- 南学発祥地〔高知市春野町〕 1953年1月29日指定 ※高知市
- 田ノ口古墳〔黒潮町下田の口〕 1953年1月29日指定 ※黒潮町
- 有井庄司墓〔黒潮町有井川〕 1953年1月29日指定 ※黒潮町
- 柏島石堤〔大月町柏島〕 1953年1月29日指定 ※大月町
- 鹿持雅澄邸跡〔高知市福井町〕 1963年7月5日指定 ※高知市
- 土佐国衙跡〔南国市比江〕 1963年7月5日指定 ※南国市
- 中岡慎太郎宅跡〔北川村柏木〕 1968年6月28日指定 ※北川村
- 吉村虎太郎宅跡〔津野町芳生野〕 1969年8月8日指定
- 能茶山山上窯跡〔高知市鴨部〕 1972年5月6日指定
- 宝鏡寺（香宗我部菩提寺）跡〔香南市野市町〕 1977年3月29日指定 ※香南市
- 貞亨元年銘法華経塔（五台山の経塔）〔高知市五台山〕 1979年4月1日指定 ※竹林寺
- 貞亨元年銘法華経（宿毛の経塔）〔宿毛市押ノ川〕 1979年4月1日指定 ※宿毛市
- 貞亨元年銘法華経（甲浦の経塔）〔東洋町甲浦〕 1979年4月1日指定 ※萬福寺
- 坂本遺跡窯跡〔四万十市坂本〕 2009年3月17日指定 ※国土交通省中村河川国道事務所

### 名勝
- 竜串〔土佐清水市三崎〕 1953年1月29日指定 ※土佐清水市
- 琴ヶ浜松原〔芸西村琴ヶ浜〕 1953年1月29日指定 ※芸西村
- 大樽の滝〔越知町越知〕 1953年1月29日指定 ※越知町
- 乗台寺庭園〔佐川町西町〕 1956年2月7日指定 ※乗台寺
- 青源寺庭園〔佐川町奥の土居〕 1956年2月7日指定 ※青源寺

### 名勝・天然記念物
- 轟の滝〔香美市香北町〕 1960年1月16日指定 ※香美市・猪野々部落
- 長沢の滝〔津野町芳生野〕 1985年4月2日指定 ※津野町

### 天然記念物
- サカワヤスデゴケ〔佐川町泉福寺〕 1948年4月9日指定 ※聖神社
- イワガネ自生地〔土佐市波介出間〕 1948年10月26日指定 ※土佐市
- アコウ自生地〔土佐清水市大津〕 1949年1月18日指定
- カカツガユ自生地〔土佐清水市貝ノ川〕 1949年1月18日指定
- 菖蒲洞〔高知市土佐山菖蒲〕 1949年8月16日指定
- 天狗岳不整合〔香美市土佐山田町新改〕 1950年6月2日指定
- 西寺のヤッコソウ自生地〔室戸市元〕 1952年10月27日指定 ※金剛頂寺
- 白山洞門〔土佐清水市足摺岬〕 1953年1月16日指定
- 大藪のひがん桜〔仁淀川町桜〕 1953年1月29日指定
- 長者の大銀杏〔仁淀川町長者〕 1953年1月29日指定
- 高知隕石〔高知市桟橋通〕 1953年7月21日指定
- 吉良川のボウラン〔室戸市吉良川町〕 1954年7月20日指定 ※御田八幡宮
- 神峯神社の大樟〔安田町唐浜〕 1955年8月19日指定 ※神峯神社
- 中村市生の川のタチバナ〔四万十市生の川〕 1955年8月19日指定
- 東津野村の大藤〔津野町北川〕 1955年8月19日指定
- 佐川の大樟〔佐川町荷稲〕 1956年2月7日指定 ※諏訪神社
- 蓮池の樟〔土佐市蓮池〕 1957年1月18日指定 ※西ノ宮八幡宮
- 宿毛市押ノ川の化石漣痕〔宿毛市押ノ川〕 1957年10月22日指定 ※ホドオカ山採石場
- 竹屋敷の藤〔四万十市竹屋敷〕 1957年10月22日指定 ※河内神社
- 仏性寺の大椎〔高知市大津〕 1960年1月16日指定 ※仏性寺
- 安和の大ナギ〔須崎市安和〕 1962年1月26日指定
- 神ノ谷のウエマツソウ・ホンゴソウ自生地〔いの町神谷〕 1962年1月26日指定
- 奈半利町の二重柿〔奈半利町乙〕 1962年1月26日指定
- 畑山のムカデラン自生地〔安芸市畑山〕 1962年1月26日指定 ※水口神社
- 日高村のキンメイモウソウチク〔日高村本郷〕 1962年1月26日指定
- 白木谷のタチバナ〔南国市白木谷〕 1964年6月12日指定
- 見残湾の造礁サンゴ〔土佐清水市三崎〕 1964年6月12日指定
- 樅木山の大スギ〔いの町小川〕 1964年6月12日指定
- 出井渓谷の甌穴群〔宿毛市橋上町出井〕 1965年6月18日指定
- 地吉の夫婦杉〔四万十町地吉〕 1965年6月18日指定 ※地吉八幡宮
- 土佐金魚〔高知県全域〕 1969年8月8日指定
- 大栃のムクノキ〔香美市物部町大栃〕 1972年5月6日指定 ※阿闍梨神社
- 大日寺の大スギ〔香美市物部町神池〕 1972年5月6日指定 ※大日寺
- 南国市桑の川の鳥居杉〔南国市桑の川〕 1993年4月1日指定 ※地主神社
- ヤイロチョウ〔地域を定めず〕 1993年4月1日指定
- 土佐闘犬〔地域を定めず〕 1994年5月20日指定
- 吾北村のヤブツバキ〔いの町上八川〕 1996年4月30日指定
- 芸西村西分漁港周辺（住吉海岸）のメランジュ〔芸西村西分字西猫谷〕 2001年3月27日指定
- 本山町汗見川の枕状溶岩〔本山町瓜生野〕 2007年4月1日指定 ※高知県
- 弘瀬の荒倉神社社叢〔宿毛市沖の島町〕 2009年3月17日指定